# ریبنیک، یاگودینا
ریبنیک (صربی: Ribnik}} یک منطقهٔ مسکونی در صربستان است که در Pomoravlje District واقع شده‌است.
 ریبنیک  ۳۰۴ نفر جمعیت دارد.